# 光速寫
光速寫（又稱光雕；英語：LightScribe）是一種將光碟標籤直接燒錄在具有特殊染料的CD或DVD燒錄片表面上的一項光碟燒錄技術，此項技術是由惠普公司的工程師戴瑞‧安德森（Daryl Anderson）發明，並且由惠普公司授權給許多軟硬體製造商、軟體設計師使用，而此項技術與商標是專屬於惠普公司的。
儘管此項技術目前僅可在桌上型電腦與筆記型電腦使用，但惠普公司有著強大野心要將此技術延伸到消費性電子產品，例如CD收錄音機、DVD錄放影機等。

## 目的
同樣是設計光碟標籤，但與一般光碟標籤設計的差異是，傳統的光碟標籤，通常需要有可直接印製光碟標籤的印表機，將可以列印光碟標籤的標籤紙或光碟直接列印標籤成品；而光速寫的標籤設計，則是將光雕片的標籤以燒錄的方式，直接刻印在光碟表面上。
簡而言之，當一般的燒錄程序完成後，只要將標籤面朝下，並藉由支援此項技術的相關軟體設計與燒錄之後，個人化的光雕片就可輕易地完成。
但是，要使用到光速寫功能，除了基本的光雕片，以及燒錄機規格必須有印上LightScribe圖樣的燒錄機以外，還要特別注意到光碟標籤軟體的支援程度。目前，友立資訊的InterVideo Disc Label、Nero CoverDesigner、惠普公司的LightScribe Simple Labeler等，都有支援這項功能。

## 運作模式

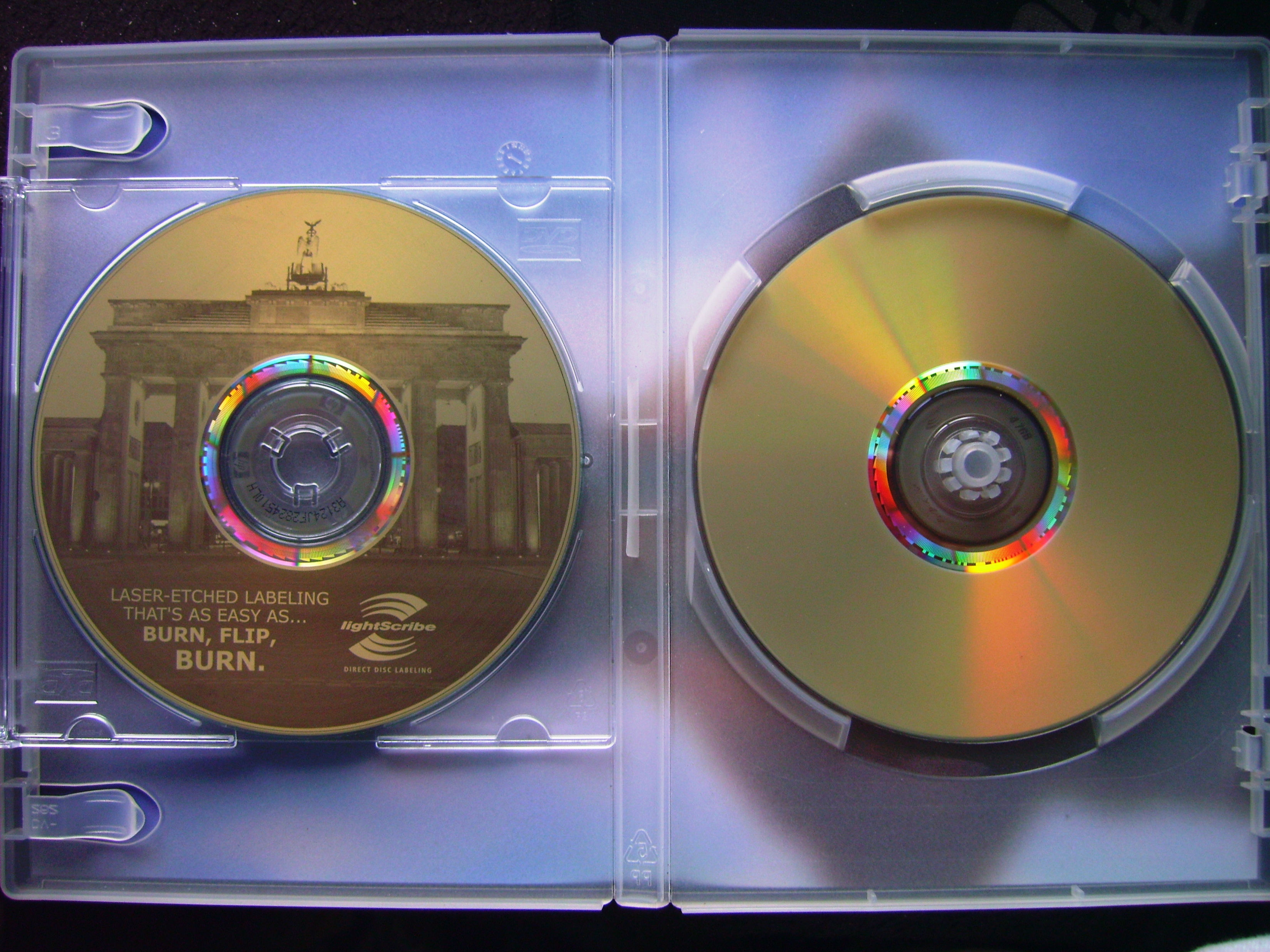
光雕片的比較，左邊是已完成的成品，右邊是還沒進行刻印的光雕片。

光雕片的標籤面是以780奈米製程的可變雷射光合成的，雕刻的標籤面在室內的光源照射至少九個月後，就不會出現任何明顯的陰影。光儲存媒介也理應被放在保護套或是CD盒，以利於標籤面在暗處被安全地保護以防止刮損。只要保存得宜，並且不要照射於日光下，光雕片的表面在九個月之後，甚至三至四年，就不會有表面上的變化。
標籤面的燒錄，是以同心圓的模式由內層的中心，刻印到光碟片的最外層。刻印的圖片直徑大小，會與刻印光雕片標籤的時間呈現正關係，也就是說，圖片直徑愈大，刻印時間會愈久。
起初，光雕片的標籤色彩，是以灰色腐蝕劑與金色的表面所組成的；而到了2006年晚期，基於光速寫1.2版本的技術，惠普公司也表示，光雕片的標籤色彩也可以獨立與多變，但是，「燒錄」的刻印過程，仍舊是維持在單色模式。
在光雕片的中央，都會有個獨立的光碟資訊編碼，以利光碟機獲取精確的光碟排序，與此項技術整合之光碟機，可以精確地判斷該光碟標籤面的中點，使得光雕片可以在高速的運轉中，其標籤面正常地被刻印。
此外，同一個已經完成刻印的光碟片，可以反覆地刻印上新的圖樣，而且每刻印一次，就會增強該表面的色彩濁度，並且可以提升更高品質的影像。儘管如此，仍然會建議使用「延伸標籤對比工具（Extended Label Contrast Utility）」來進行配套使用，但此工具安裝之後是不能被移除的。

## 資料來源
1. ↑  . H71036.www7.hp.com.   [2010-02-14]. （原始内容存档于2020-06-29）.
2. ↑  . Pcworld.com. 2004-01-12  [2010-02-14]. （原始内容存档于2010-02-13）.
3. ↑  （英文）Perenson, Melissa. . 2004年2月5日  [2007年3月18日]. （原始内容存档于2008年3月3日）.
4. ↑  （中文）楊士範. . 2005年3月3日  [2007年3月18日]. （原始内容存档于2007年4月1日）.
5. ↑  （简体中文）陈晓峰. . 泡泡网. 2006年12月28日  [2012年6月20日]. （原始内容存档于2014年3月3日）.

### 延伸閱讀
1. （英文）. 2005年4月22日  [2007年3月18日]. （原始内容存档于2005年8月28日）.
2. （英文）Burk, Ron. .   [2007年3月18日]. （原始内容存档于2007年3月2日）.
3. （英文）Bennett, Hugh. . 2005年1月27日  [2007年3月18日]. （原始内容存档于2016年3月14日）.
4. （中文）赵效民. . 2005年4月5日  [2007年3月18日]. （原始内容存档于2008年3月1日）.

## 外部連結
- 光速寫官方網站（英文）（中文）（意大利文）（法文）（德文）（西班牙文）
- 免費的光速寫標籤圖樣（英文）
- CDFreaks.com：彩色光雕片標籤的討論（英文）
- lightScribe Labels （页面存档备份，存于）（英文）